# Heteropsis andasibe
Heteropsis andasibe is een vlinder uit de onderfamilie Satyrinae van de familie Nymphalidae. De wetenschappelijke naam van de soort is voor het eerst geldig gepubliceerd in 2003 door David C. Lees. 
Deze soort is endemisch op Madagaskar.